# Danh sách cầu thủ tham dự Cúp bóng đá châu Á 1992
Đây là các đội hình tham dự Cúp bóng đá châu Á 1992 diễn ra ở Nhật Bản.

## Bảng A

### Iran
Huấn luyện viên: Ali Parvin

| Số | VT | Cầu thủ                   | Ngày sinh (tuổi)            | Trận | Bàn | Câu lạc bộ   |
| -- | -- | ------------------------- | --------------------------- | ---- | --- | ------------ |
| 1  | TM | Ahmad Reza Abedzadeh      | 25 tháng 5, 1966 (26 tuổi)  |      |     | Esteghlal    |
| 2  | HV | Javad Zarincheh           | 23 tháng 7, 1966 (26 tuổi)  |      |     | Keshavarz    |
| 3  | HV | Mojtaba Moharrami         | 16 tháng 4, 1965 (27 tuổi)  |      |     | Persepolis   |
| 4  | HV | Reza Hassanzadeh          | 30 tháng 12, 1964 (27 tuổi) |      |     | Esteghlal    |
| 5  | HV | Nader Mohammadkhani       | 23 tháng 8, 1963 (29 tuổi)  |      |     | Keshavarz    |
| 6  | TV | Mehdi Fonounizadeh        | 19 tháng 5, 1955 (37 tuổi)  |      |     | Bank Tejarat |
| 7  | TV | Hamid Reza Estili         | 4 tháng 1, 1967 (25 tuổi)   |      |     | Persepolis   |
| 8  | TV | Sirous Ghayeghran (c)     | 22 tháng 9, 1962 (30 tuổi)  |      |     | Keshavarz    |
| 9  | TV | Seyed Mehdi Abtahi        | 2 tháng 3, 1963 (29 tuổi)   |      |     | Vahdat       |
| 10 | TĐ | Samad Marfavi             | 18 tháng 5, 1965 (27 tuổi)  |      |     | Esteghlal    |
| 11 | TĐ | Jamshid Shahmohammadi     | 2 tháng 7, 1968 (24 tuổi)   |      |     | Keshavarz    |
| 12 | HV | Reza Rezaeimanesh         | 22 tháng 6, 1969 (23 tuổi)  |      |     | Pas Tehran   |
| 13 | TĐ | Farshad Pious             | 12 tháng 1, 1962 (30 tuổi)  |      |     | Persepolis   |
| 14 | TV | Morteza Kermani Moghaddam | 11 tháng 7, 1965 (27 tuổi)  |      |     | Al-Itihhad   |
| 15 | HV | Mohammad Khakpour         | 20 tháng 2, 1969 (23 tuổi)  |      |     | Persepolis   |
| 16 | TV | Ali Sayed Effekhari       | 29 tháng 6, 1965 (27 tuổi)  |      |     | Keshavarz    |
| 17 | TĐ | Farshad Pious             | 12 tháng 1, 1962 (30 tuổi)  |      |     | Persepolis   |
| 18 | TĐ | Ali Akbar Yousefi         | 12 tháng 9, 1969 (23 tuổi)  |      |     | Pas Tehran   |
| 19 | TĐ | Arash Naomooz             | 6 tháng 6, 1967 (25 tuổi)   |      |     | Pas Tehran   |
| 20 | TM | Behzad Gholampour         | 5 tháng 8, 1966 (26 tuổi)   |      |     | Pas Tehran   |

### Nhật Bản
Huấn luyện viên:  Hans Ooft

| Số | VT | Cầu thủ                 | Ngày sinh (tuổi)            | Trận | Bàn | Câu lạc bộ          |
| -- | -- | ----------------------- | --------------------------- | ---- | --- | ------------------- |
| 1  | TM | Matsunaga Shigetatsu    | 12 tháng 8, 1962 (30 tuổi)  |      | 0   | Yokohama Marinos    |
| 2  | HV | Otake Naoto             | 18 tháng 10, 1968 (24 tuổi) | 0    | 0   | Yokohama Flugels    |
| 3  | HV | Katsuya Toshinobu       | 2 tháng 9, 1961 (31 tuổi)   |      | 0   | Yokohama Marinos    |
| 4  | HV | Horiike Takumi          | 6 tháng 9, 1965 (27 tuổi)   |      | 1   | Shimizu S-Pulse     |
| 5  | HV | Hashiratani Tetsuji (c) | 15 tháng 7, 1964 (28 tuổi)  |      | 3   | Verdy Kawasaki      |
| 6  | HV | Tsunami Satoshi         | 14 tháng 8, 1961 (31 tuổi)  |      | 2   | Verdy Kawasaki      |
| 7  | HV | Ihara Masami            | 18 tháng 9, 1967 (25 tuổi)  |      | 0   | Yokohama Marinos    |
| 8  | TĐ | Fukuda Masahiro         | 27 tháng 12, 1966 (25 tuổi) |      |     | Urawa Reds          |
| 9  | TĐ | Takeda Nobuhiro         | 10 tháng 5, 1967 (25 tuổi)  |      | 1   | Verdy Kawasaki      |
| 10 | TV | Ramos Ruy               | 9 tháng 2, 1957 (35 tuổi)   |      | 0   | Verdy Kawasaki      |
| 11 | TĐ | Miura Kazuyoshi         | 26 tháng 2, 1967 (25 tuổi)  |      |     | Verdy Kawasaki      |
| 12 | TV | Yamada Takahiro         | 29 tháng 4, 1972 (20 tuổi)  | 0    | 0   | Yokohama Marinos    |
| 13 | HV | Sakakura Yuji           | 7 tháng 6, 1967 (25 tuổi)   | 6    | 0   | JEF United Ichihara |
| 14 | TV | Kitazawa Tsuyoshi       | 10 tháng 8, 1968 (24 tuổi)  |      |     | Verdy Kawasaki      |
| 15 | TV | Yoshida Mitsunori       | 8 tháng 3, 1962 (30 tuổi)   |      | 1   | Yamaha              |
| 16 | TĐ | Nakayama Masashi        | 23 tháng 9, 1967 (25 tuổi)  |      |     | Yamaha              |
| 17 | TV | Moriyasu Hajime         | 23 tháng 8, 1968 (24 tuổi)  |      | 0   | Sanfrecce Hiroshima |
| 18 | TĐ | Jinno Takuya            | 1 tháng 6, 1970 (22 tuổi)   | 0    | 0   | Yokohama Marinos    |
| 19 | TM | Maekawa Kazuya          | 22 tháng 3, 1968 (24 tuổi)  | 1    | 0   | Sanfrecce Hiroshima |
| 20 | TĐ | Takagi Takuya           | 12 tháng 11, 1967 (24 tuổi) |      |     | Sanfrecce Hiroshima |

### CHDCND Triều Tiên
Huấn luyện viên:  Hong Hyon-Chol

| Số | VT | Cầu thủ         | Ngày sinh (tuổi)            | Trận | Bàn | Câu lạc bộ                           |
| -- | -- | --------------- | --------------------------- | ---- | --- | ------------------------------------ |
| 1  | TM | Chang-Uk Kim    | 23 tháng 1, 1971 (21 tuổi)  |      |     | Cộng hòa Dân chủ Nhân dân Triều Tiên |
| 2  | HV | Gwang-Min Kim   | 16 tháng 8, 1962 (30 tuổi)  |      |     | Cộng hòa Dân chủ Nhân dân Triều Tiên |
| 3  | TV | Yong-Nam Oh     | 10 tháng 9, 1960 (32 tuổi)  |      |     | Cộng hòa Dân chủ Nhân dân Triều Tiên |
| 4  | HV | Gyong-Il Kim    | 10 tháng 10, 1970 (22 tuổi) |      |     | Cộng hòa Dân chủ Nhân dân Triều Tiên |
| 5  | HV | Hwa-Young Rim   | 22 tháng 12, 1972 (19 tuổi) |      |     | Cộng hòa Dân chủ Nhân dân Triều Tiên |
| 6  | TV | Song-Gun Ryu    | 16 tháng 12, 1972 (19 tuổi) |      |     | Cộng hòa Dân chủ Nhân dân Triều Tiên |
| 7  | TĐ | Jong-Min Bae    | 13 tháng 2, 1971 (21 tuổi)  |      |     | Cộng hòa Dân chủ Nhân dân Triều Tiên |
| 9  | TV | Jong-Su Yun     | 3 tháng 1, 1962 (30 tuổi)   |      |     | Cộng hòa Dân chủ Nhân dân Triều Tiên |
| 10 | TĐ | Won-Nam Choi    | 5 tháng 10, 1969 (23 tuổi)  |      |     | Cộng hòa Dân chủ Nhân dân Triều Tiên |
| 11 | TV | Mun-Chol Gong   | 16 tháng 8, 1967 (25 tuổi)  |      |     | Cộng hòa Dân chủ Nhân dân Triều Tiên |
| 12 | HV | Young-Bin Tak   | 23 tháng 7, 1962 (30 tuổi)  |      |     | Cộng hòa Dân chủ Nhân dân Triều Tiên |
| 13 | HV | Cho-In Choi     | 2 tháng 10, 1973 (19 tuổi)  |      |     | Cộng hòa Dân chủ Nhân dân Triều Tiên |
| 14 | TĐ | Yong-Son Choi   | 10 tháng 10, 1972 (20 tuổi) |      |     | Cộng hòa Dân chủ Nhân dân Triều Tiên |
| 15 | TV | Yong-Rin Ri     | 26 tháng 1, 1971 (21 tuổi)  |      |     | Cộng hòa Dân chủ Nhân dân Triều Tiên |
| 16 | TĐ | Jong-Song Kim   | 23 tháng 4, 1964 (28 tuổi)  |      |     | Cộng hòa Dân chủ Nhân dân Triều Tiên |
| 17 | TV | Gwang-Chol Bang | 27 tháng 9, 1970 (22 tuổi)  |      |     | Cộng hòa Dân chủ Nhân dân Triều Tiên |
| 18 | TM | Yong-Ho Kim     | 2 tháng 9, 1964 (28 tuổi)   |      |     | Cộng hòa Dân chủ Nhân dân Triều Tiên |
| 20 | HV | Hong-Chol U     | 8 tháng 4, 1965 (27 tuổi)   |      |     | Cộng hòa Dân chủ Nhân dân Triều Tiên |

### Các tiểu Vương quốc Ả rập Thống nhất
Huấn luyện viên:  Valery Lobanovsky

| Số | VT | Cầu thủ                | Ngày sinh (tuổi)            | Trận | Bàn | Câu lạc bộ                           |
| -- | -- | ---------------------- | --------------------------- | ---- | --- | ------------------------------------ |
| 1  | TM | Juma Saedd Aleed       | 15 tháng 10, 1972 (20 tuổi) |      |     | Bani Yas                             |
| 2  | HV | Eissa Meer             | 7 tháng 9, 1967 (25 tuổi)   |      |     | Sharjah                              |
| 3  | HV | Ibrahim Meer           | 12 tháng 6, 1967 (25 tuổi)  |      |     | Sharjah                              |
| 4  | HV | Abdulrahman Al-Haddad  | 23 tháng 3, 1966 (26 tuổi)  |      |     | Sharjah                              |
| 5  | TV | Yousuf Hussain Mohamed | 8 tháng 7, 1965 (27 tuổi)   |      |     | Sharjah                              |
| 6  | HV | Ismail Rashid Ismail   | 27 tháng 10, 1972 (20 tuổi) |      |     | Al-Wasl                              |
| 7  | TV | Saad Bakheet Mubarak   | 15 tháng 10, 1970 (22 tuổi) |      |     | Al Shabab AC                         |
| 8  | TV | Khalid Ismaïl          | 7 tháng 7, 1965 (27 tuổi)   |      |     | Al-Nasr                              |
| 9  | TV | Nasir Khamees          | 2 tháng 8, 1965 (27 tuổi)   |      |     | Al-Wasl                              |
| 10 | TĐ | Adnan Al Talyani       | 30 tháng 10, 1964 (27 tuổi) |      |     | Al Shaab                             |
| 11 | TĐ | Zuhair Bakhit          | 13 tháng 7, 1967 (25 tuổi)  |      |     | Al-Wasl                              |
| 12 | TV | Hussain Ghuloum        | 24 tháng 9, 1969 (23 tuổi)  |      |     | Sharjah                              |
| 14 | TĐ | Khamees Saad Mubarak   | 4 tháng 10, 1970 (22 tuổi)  |      |     | Al Shabab AC                         |
| 15 | TĐ | Salem Jawhar Salmeen   | 25 tháng 6, 1971 (21 tuổi)  |      |     | Các Tiểu vương quốc Ả Rập Thống nhất |
| 16 | TV | Abdul Razzaq Ibrahim   | 20 tháng 1, 1967 (25 tuổi)  |      |     | Al-Ahli                              |
| 17 | TM | Muhsin Musabah         | 1 tháng 10, 1964 (28 tuổi)  |      |     | Sharjah                              |
| 18 | HV | Abdul Hakim Salem      |                             |      |     |                                      |
| 19 | HV | Awadh Ghareeb Mubarak  | 27 tháng 8, 1969 (23 tuổi)  |      |     | Al Ain                               |
| 20 | HV | Obaid Ali Madani       |                             |      |     | Al Ain                               |
| 22 | TM | Abdulqadir Hassan      | 15 tháng 4, 1962 (28 tuổi)  |      |     | Al Shabab                            |

## Bảng B

### Trung Quốc
Huấn luyện viên:  Klaus Schlappner

| Số | VT | Cầu thủ       | Ngày sinh (tuổi)            | Trận | Bàn | Câu lạc bộ |
| -- | -- | ------------- | --------------------------- | ---- | --- | ---------- |
| 1  | TM | Fu Yubin      | 9 tháng 8, 1963 (29 tuổi)   |      |     | Liaoning   |
| 2  | TV | Feng Zhigang  | 27 tháng 2, 1969 (23 tuổi)  |      |     | Hubei FC   |
| 3  | TV | Dong Liqiang  | 2 tháng 4, 1965 (27 tuổi)   |      |     | Liaoning   |
| 4  | HV | Fan Zhiyi     | 6 tháng 11, 1969 (22 tuổi)  |      |     | Shanghai   |
| 5  | HV | Xu Hong       | 14 tháng 5, 1968 (24 tuổi)  |      |     | Dalian     |
| 6  | TĐ | Li Bing       | 16 tháng 3, 1969 (23 tuổi)  |      |     | Liaoning   |
| 7  | TV | Wu Qunli      | 20 tháng 3, 1960 (32 tuổi)  |      |     | Guangzhou  |
| 8  | TĐ | Gao Hongbo    | 25 tháng 1, 1966 (26 tuổi)  |      |     | Beijing    |
| 9  | TĐ | Hao Haidong   | 25 tháng 8, 1970 (22 tuổi)  |      |     | Bayi       |
| 10 | TĐ | Cai Sheng     | 12 tháng 11, 1971 (20 tuổi) |      |     | Hubei FC   |
| 11 | TĐ | Li Xiao       | 17 tháng 7, 1967 (25 tuổi)  |      |     | Shanghai   |
| 12 | TV | Xie Yuxin     | 12 tháng 10, 1968 (24 tuổi) |      |     | Guangdong  |
| 13 | TV | Li Ming       | 26 tháng 1, 1971 (21 tuổi)  |      |     | Dalian     |
| 14 | TV | Gao Zhongxun  | 4 tháng 1, 1965 (27 tuổi)   |      |     | Jilin      |
| 15 | HV | Zhao Lin      | 15 tháng 2, 1966 (26 tuổi)  |      |     | Dalian     |
| 16 | HV | Jia Xiuquan   | 9 tháng 11, 1963 (28 tuổi)  |      |     | Bayi       |
| 17 | TV | Peng Weiguo   | 3 tháng 10, 1971 (21 tuổi)  |      |     | Guangzhou  |
| 18 | TV | Cheng Yaodong | 6 tháng 6, 1967 (25 tuổi)   |      |     | Shanghai   |
| 19 | HV | Zhu Bo        | 23 tháng 5, 1960 (32 tuổi)  |      |     | Bayi       |
| 20 | TM | Ou Chuliang   | 26 tháng 8, 1968 (24 tuổi)  |      |     | Guangdong  |

### Qatar
Huấn luyện viên:  Sebastião Leopola

| Số | VT | Cầu thủ                  | Ngày sinh (tuổi)            | Trận | Bàn | Câu lạc bộ    |
| -- | -- | ------------------------ | --------------------------- | ---- | --- | ------------- |
| 1  | TM | Younes Ahmed             | 17 tháng 8, 1963 (29 tuổi)  |      |     | Al Rayyan SC  |
| 2  | HV | Hamad Al-Attiyal         | 22 tháng 8, 1972 (20 tuổi)  |      |     | Al Rayyan SC  |
| 3  | TV | Zamel Al Kuwari          | 27 tháng 9, 1972 (20 tuổi)  |      |     | Al Sadd SC    |
| 4  | HV | Yousef Al-Adsani         | 12 tháng 10, 1965 (27 tuổi) |      |     | Al Sadd SC    |
| 5  | HV | Adel Malalla             | 15 tháng 9, 1961 (31 tuổi)  |      |     | Al Ahli SC    |
| 6  | TV | Waleed Maayof            | 29 tháng 11, 1972 (19 tuổi) |      |     | Qatar SC      |
| 7  | TV | Adel Mubarak Khamis      | 11 tháng 11, 1965 (26 tuổi) |      |     | Al Ittihad SC |
| 8  | TV | Fahad Al Kuwari          | 19 tháng 12, 1968 (23 tuổi) |      |     | Al Sadd SC    |
| 9  | TM | Ahmad Khalil Saleh       | 17 tháng 10, 1972 (20 tuổi) |      |     | Al Arabi      |
| 10 | TV | Mubarak Salem Al-Khater  | 25 tháng 5, 1966 (26 tuổi)  |      |     | Al Rayyan SC  |
| 11 | TĐ | Adel Al Mulla            | 7 tháng 12, 1970 (21 tuổi)  |      |     | Al Rayyan SC  |
| 12 | TĐ | Mahmoud Soufi            | 20 tháng 10, 1971 (21 tuổi) |      |     | Al Ittihad SC |
| 13 | TV | Abdulnasser Al-Obaidly   | 2 tháng 10, 1972 (20 tuổi)  |      |     | Al Sadd SC    |
| 14 | HV | Jumah Saleh Johar        | 20 tháng 8, 1970 (22 tuổi)  |      |     | Al Wakra      |
| 15 | TV | Jaffal Rashid            | 27 tháng 9, 1973 (19 tuổi)  |      |     | Al Sadd       |
| 16 | HV | Khalid Khamis Al-Sulaiti | 11 tháng 1, 1970 (22 tuổi)  |      |     | Al Sadd       |
| 17 | TM | Amer Al Kaabi            | 20 tháng 5, 1971 (21 tuổi)  |      |     | Al Ahli SC    |
| 18 | TV | Abdul Aziz Hassan        | 17 tháng 6, 1970 (22 tuổi)  |      |     | Qatar SC      |
| 19 | HV | Rashid Shami Suwaid      | 5 tháng 9, 1973 (19 tuổi)   |      |     | Al Rayyan SC  |
| 20 | TĐ | Mubarak Mustafa          | 30 tháng 3, 1973 (19 tuổi)  |      |     | Al-Arabi SC   |

### Ả Rập Xê Út
Huấn luyện viên:  Nelsinho Baptista
| Số | Vt | Cầu thủ                     | Ngày sinh (tuổi)            | Số trận | Câu lạc bộ  |
| -- | -- | --------------------------- | --------------------------- | ------- | ----------- |
| 1  | TM | Saud Al-Otaibi              | 3 tháng 11, 1969 (22 tuổi)  |         | Al Shabab   |
| 2  | HV | Abdullah Al-Dosari          | 1 tháng 11, 1969 (22 tuổi)  |         | Al-Ittihad  |
| 3  | TV | Salem Al-Alawi              | 21 tháng 8, 1973 (19 tuổi)  |         | Al Qadisyah |
| 4  | HV | Abdul Rahman Al-Roomi       | 28 tháng 10, 1969 (23 tuổi) |         | Al Shabab   |
| 5  | HV | Mohammed Al-Khilaiwi        | 1 tháng 9, 1971 (21 tuổi)   |         | Al Ittihad  |
| 6  | TV | Fuad Anwar (c)              | 13 tháng 10, 1970 (22 tuổi) |         | Al Shabab   |
| 7  | TV | Saeed Al-Owairan            | 17 tháng 8, 1967 (25 tuổi)  |         | Al Shabab   |
| 8  | TV | Fahad Al-Bishi              | 10 tháng 9, 1965 (27 tuổi)  |         | Al Nasr     |
| 9  | TĐ | Hamzah Falatah              | 8 tháng 10, 1972 (20 tuổi)  |         | Uhud        |
| 10 | TĐ | Naser Al Qahtani            | 24 tháng 7, 1974 (18 tuổi)  |         | Rodhah      |
| 11 | TĐ | Fahad Mehallel              | 11 tháng 11, 1970 (21 tuổi) |         | Al-Hilal    |
| 12 | HV | Awad Al-Anazi               | 24 tháng 9, 1968 (24 tuổi)  |         | Al Shabab   |
| 14 | TV | Khalid Al-Muwallid          | 23 tháng 11, 1971 (20 tuổi) |         | Al Ahly     |
| 15 | TV | Youssif Al-Thunian          | 18 tháng 11, 1963 (28 tuổi) |         | Al-Hilal    |
| 16 | TV | Khaled Al-Hazaa             | 2 tháng 12, 1971 (20 tuổi)  |         | Al Nasr     |
| 17 | HV | Abdullah Shraideh Al Dosari | 23 tháng 11, 1970 (21 tuổi) |         | Al Qadisyah |
| 18 | HV | Saleh Dawod                 | 24 tháng 9, 1968 (24 tuổi)  |         | Al Shabab   |
| 20 | TĐ | Abdul Al-Razgan             | 3 tháng 10, 1970 (22 tuổi)  |         | Al Shabab   |
| 21 | TM | Shaker Al-Shujaa            | 2 tháng 8, 1972 (20 tuổi)   |         | Al Shabab   |
| 22 | TM | Fouad Al Mugahwi            | 11 tháng 10, 1970 (22 tuổi) |         | Al-Ittifaq  |

### Thái Lan
| Số | VT | Cầu thủ                    | Ngày sinh (tuổi)            | Trận | Bàn | Câu lạc bộ           |
| -- | -- | -------------------------- | --------------------------- | ---- | --- | -------------------- |
| 1  | TM | Poomeat Hungsuwannakool    | 12 tháng 2, 1974 (18 tuổi)  |      |     |                      |
| 2  | HV | Sumet Akarapong            | 6 tháng 7, 1971 (21 tuổi)   |      |     |                      |
| 3  | HV | Cherdchai Suwannang        | 25 tháng 9, 1969 (23 tuổi)  |      |     |                      |
| 4  | HV | Surasak Tungsurat          | 1 tháng 1, 1965 (27 tuổi)   |      |     | Rajnavy              |
| 5  | HV | Pairote Pongjan            | 16 tháng 12, 1966 (25 tuổi) |      |     |                      |
| 6  | TĐ | Kosol Jantrachart          | 26 tháng 12, 1966 (25 tuổi) |      |     |                      |
| 7  | HV | Natee Thongsookkaew        | 9 tháng 12, 1966 (25 tuổi)  |      |     | Police United        |
| 8  | TV | Anun Punsan                | 10 tháng 8, 1966 (26 tuổi)  |      |     |                      |
| 9  | TĐ | Kajohn Punnaves            | 10 tháng 2, 1964 (28 tuổi)  |      |     | Police United        |
| 10 | TĐ | Thanis Areesngarkul        | 12 tháng 8, 1962 (30 tuổi)  |      |     |                      |
| 11 | TĐ | Songserm Maperm            | 12 tháng 3, 1966 (26 tuổi)  |      |     |                      |
| 12 | TV | Surachai Jaturapattanapong | 20 tháng 11, 1969 (22 tuổi) |      |     | Thai Farmers Bank FC |
| 13 | TV | Nantapreecha Kamnaeng      | 1 tháng 4, 1967 (25 tuổi)   |      |     | Bangkok Bank         |
| 14 | TV | Vitoon Kijmongkolsak       | 21 tháng 6, 1962 (30 tuổi)  |      |     |                      |
| 15 | TV | Attaphol Buspakom          | 1 tháng 10, 1962 (30 tuổi)  |      |     | Thai Port            |
| 16 | TĐ | Narong Poopriboone         | 7 tháng 9, 1965 (27 tuổi)   |      |     |                      |
| 17 | TĐ | Adul Maliphun              | 10 tháng 8, 1972 (20 tuổi)  |      |     |                      |
| 18 | TM | Chaiyong Khumpiam          | 29 tháng 8, 1965 (27 tuổi)  |      |     | Police United        |
| 19 | TĐ | Praphan Khunkokeroad       | 28 tháng 5, 1973 (19 tuổi)  |      |     |                      |
| 20 | TM | Kumpanat Oungsoongnem      | 15 tháng 8, 1966 (26 tuổi)  |      |     |                      |